# Loznica (Valjevo)
Loznica (Valjevo) (em cirílico: Лозница) é uma vila da Sérvia localizada no município de Valjevo, pertencente ao distrito de Kolubara. A sua população era de 517 habitantes segundo o censo de 2011.

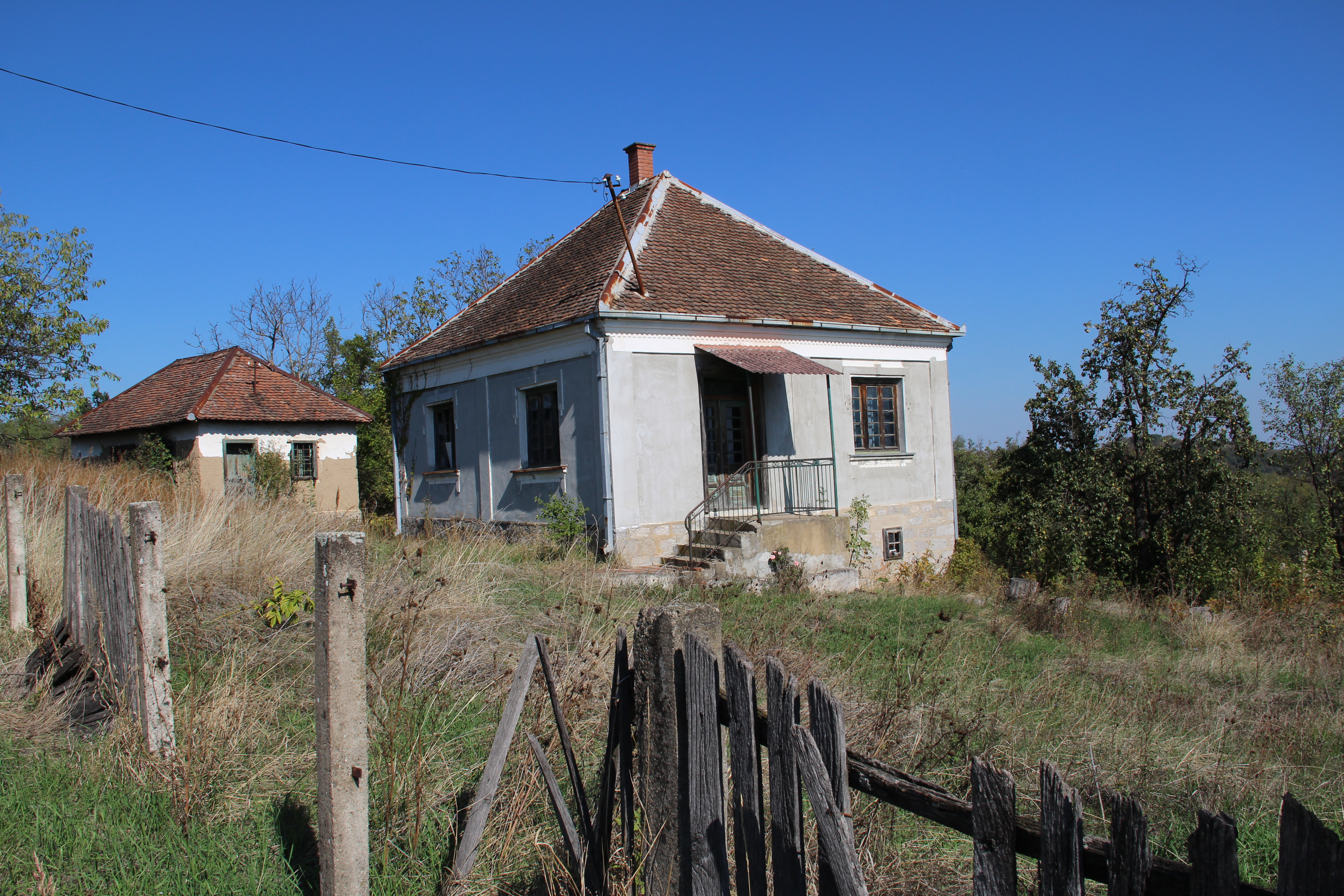
Valjevska Loznica - Panorama
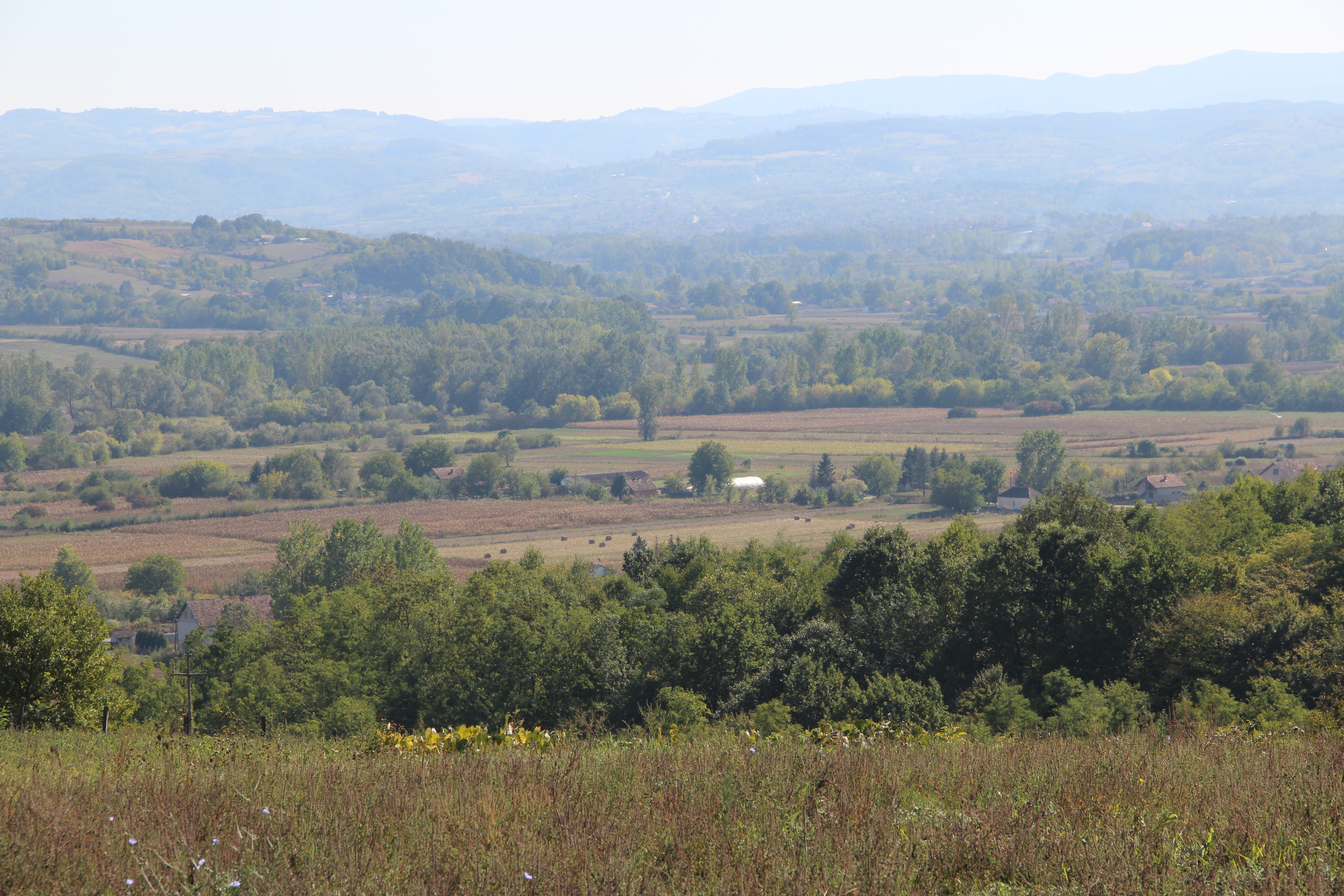
Valjevska Loznica - Panorama
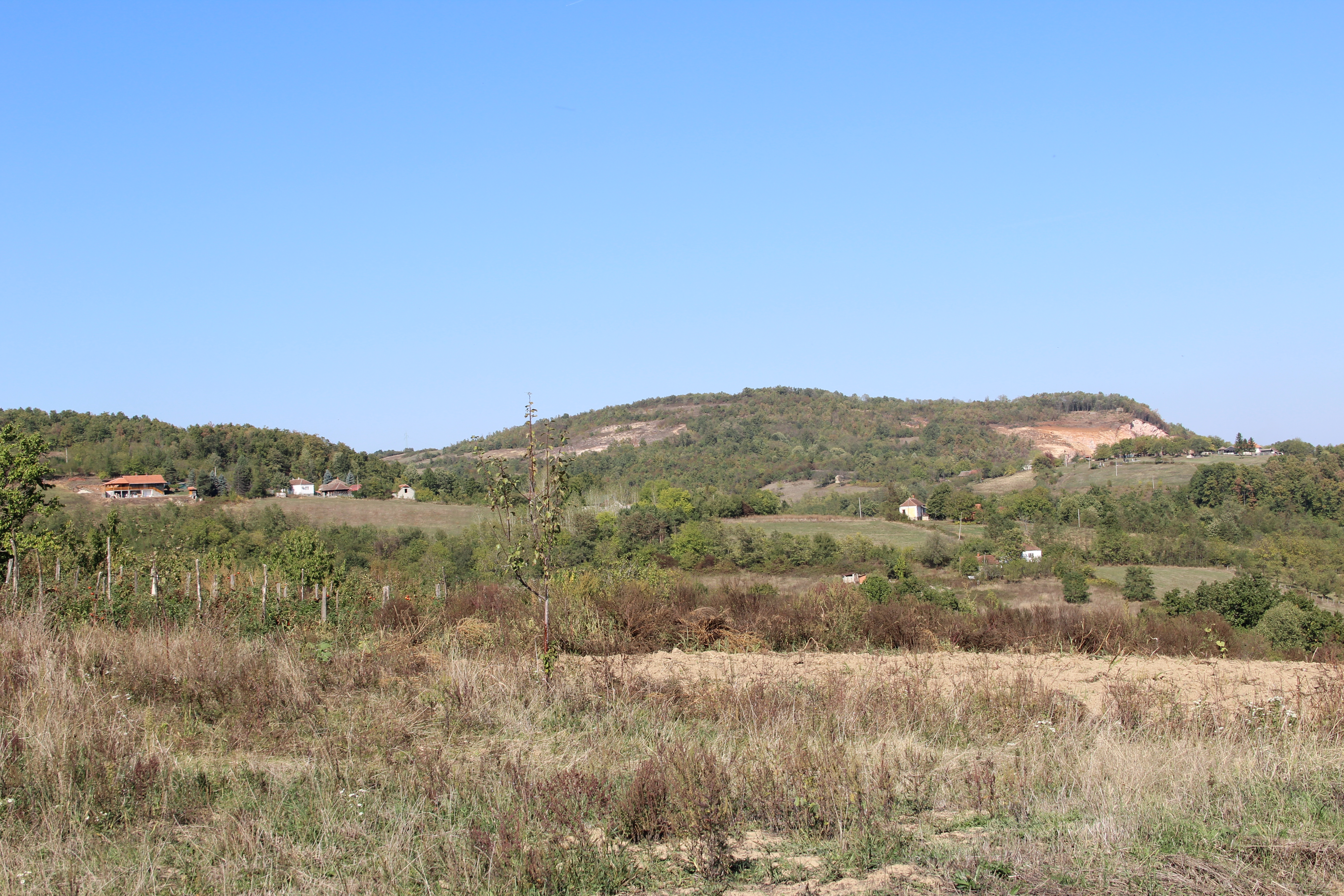
Valjevska Loznica - Panorama
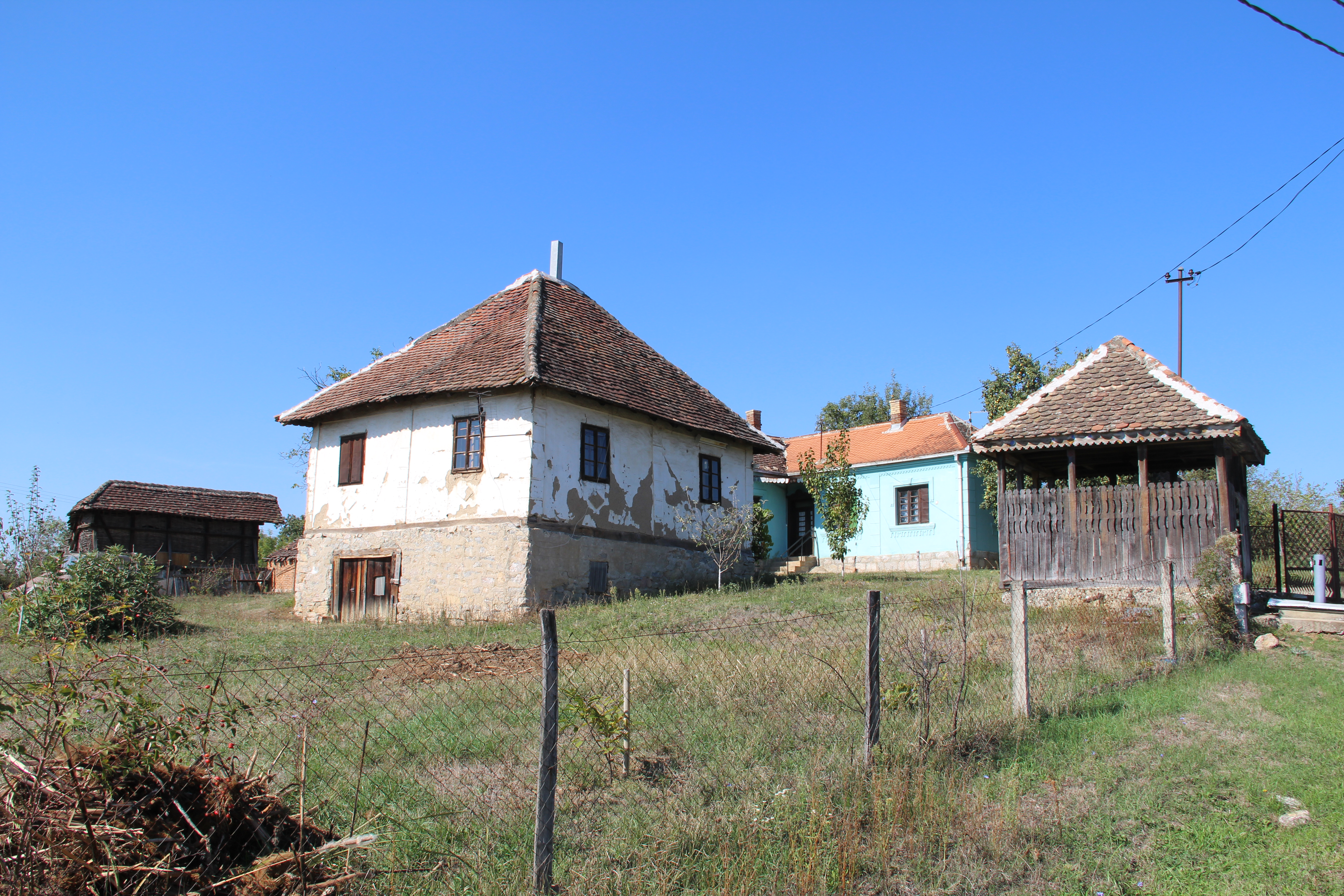
Valjevska Loznica - Panorama
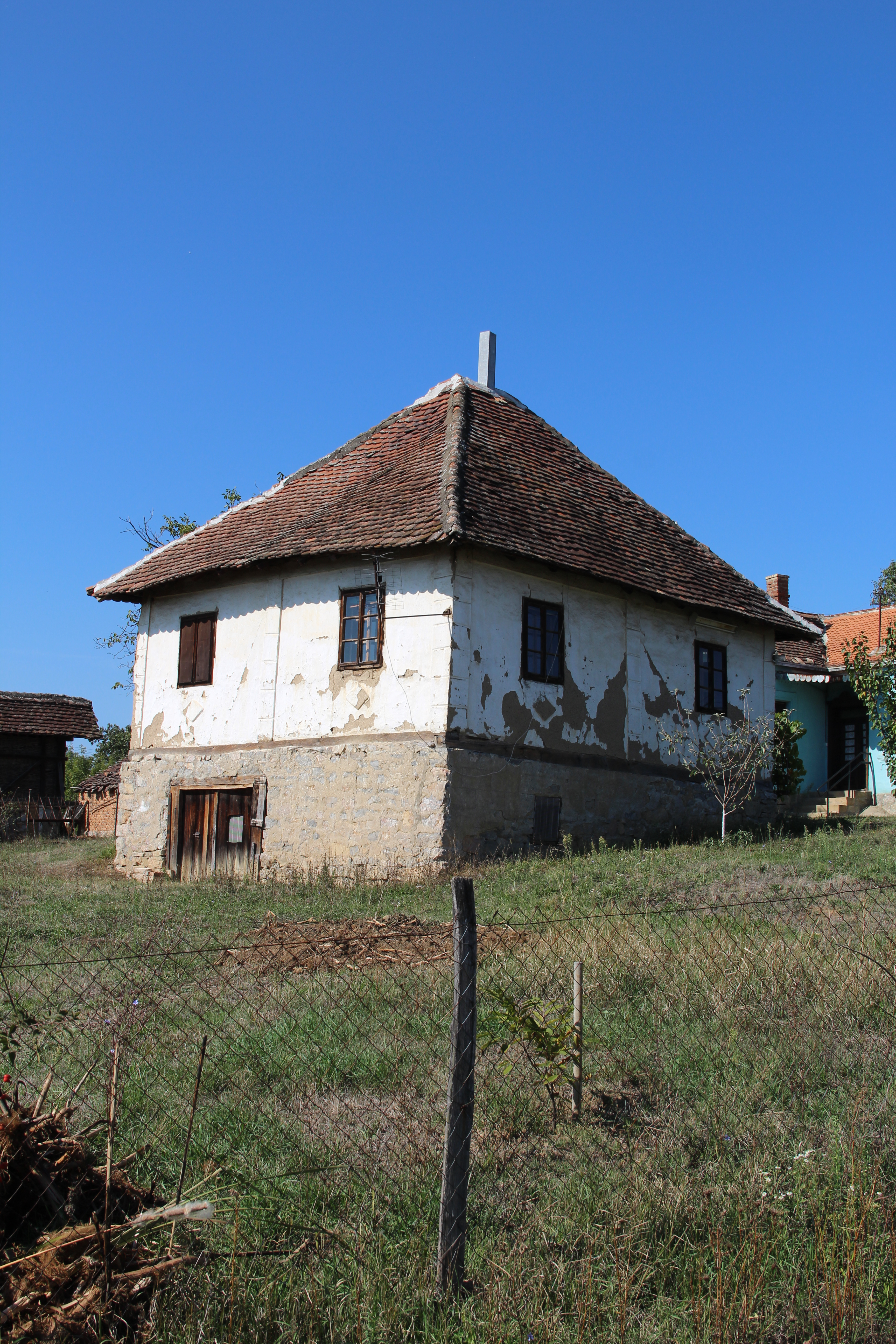
Valjevska Loznica - Panorama
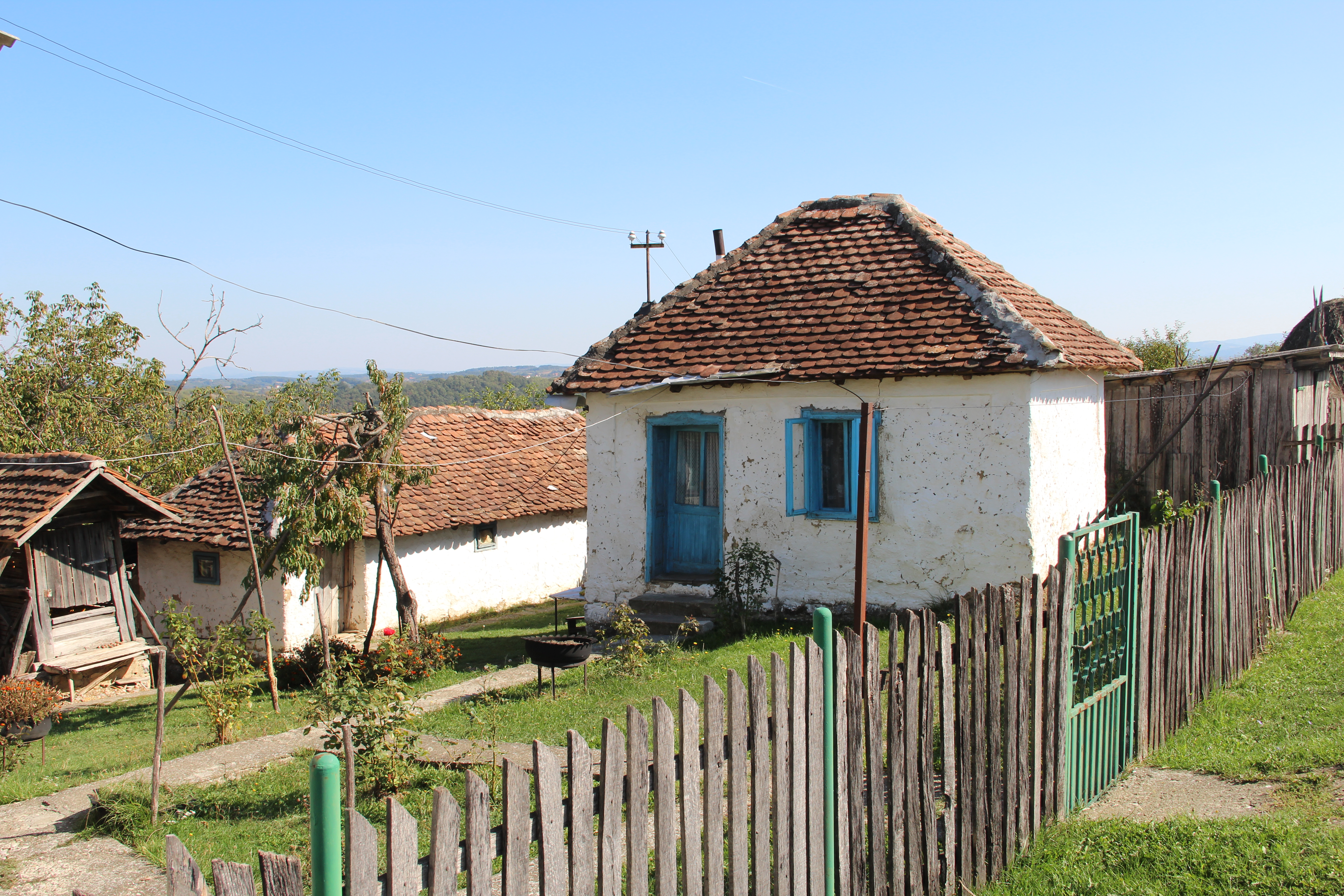
Valjevska Loznica - Panorama
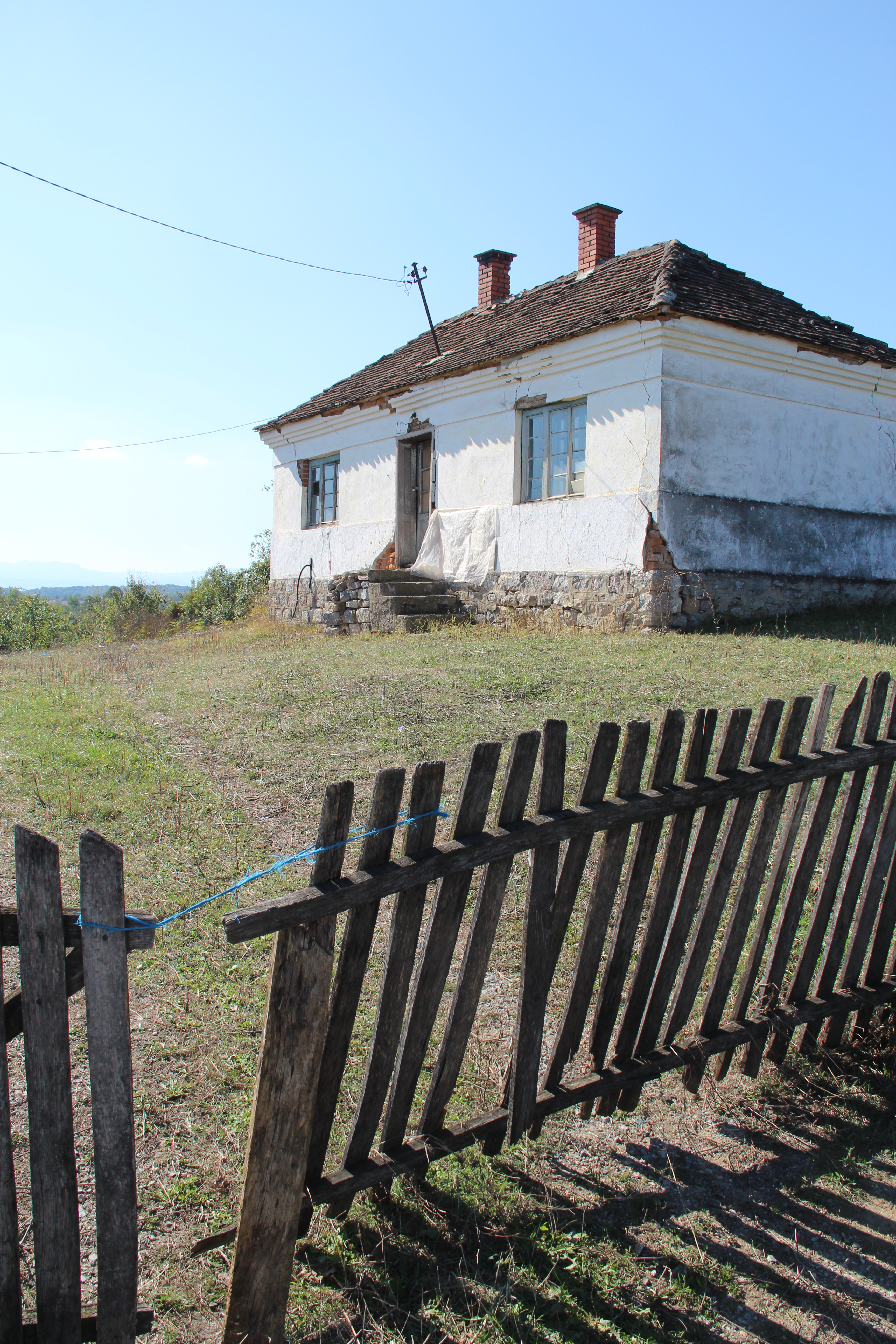
Valjevska Loznica - Panorama
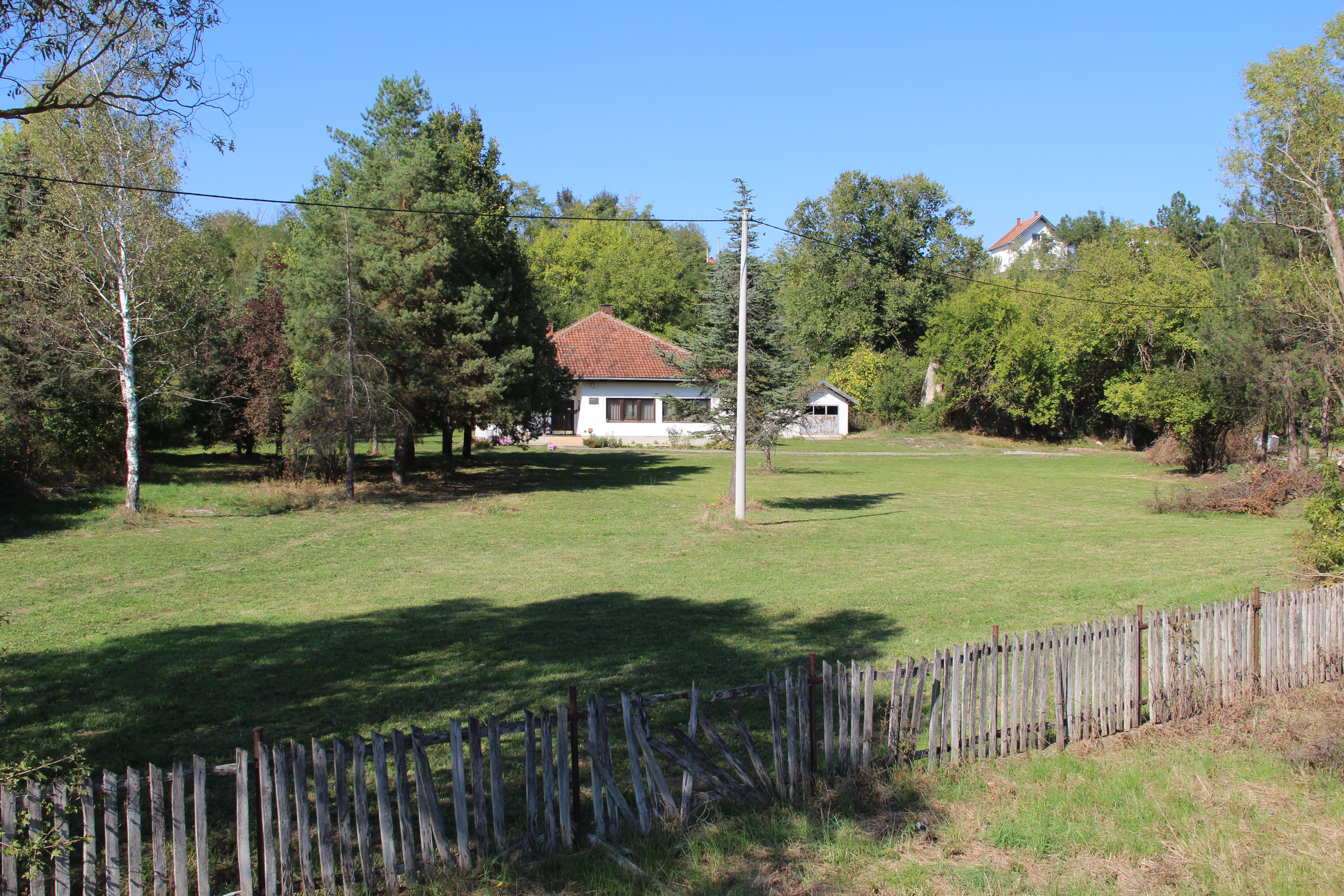
Valjevska Loznica - Eskola
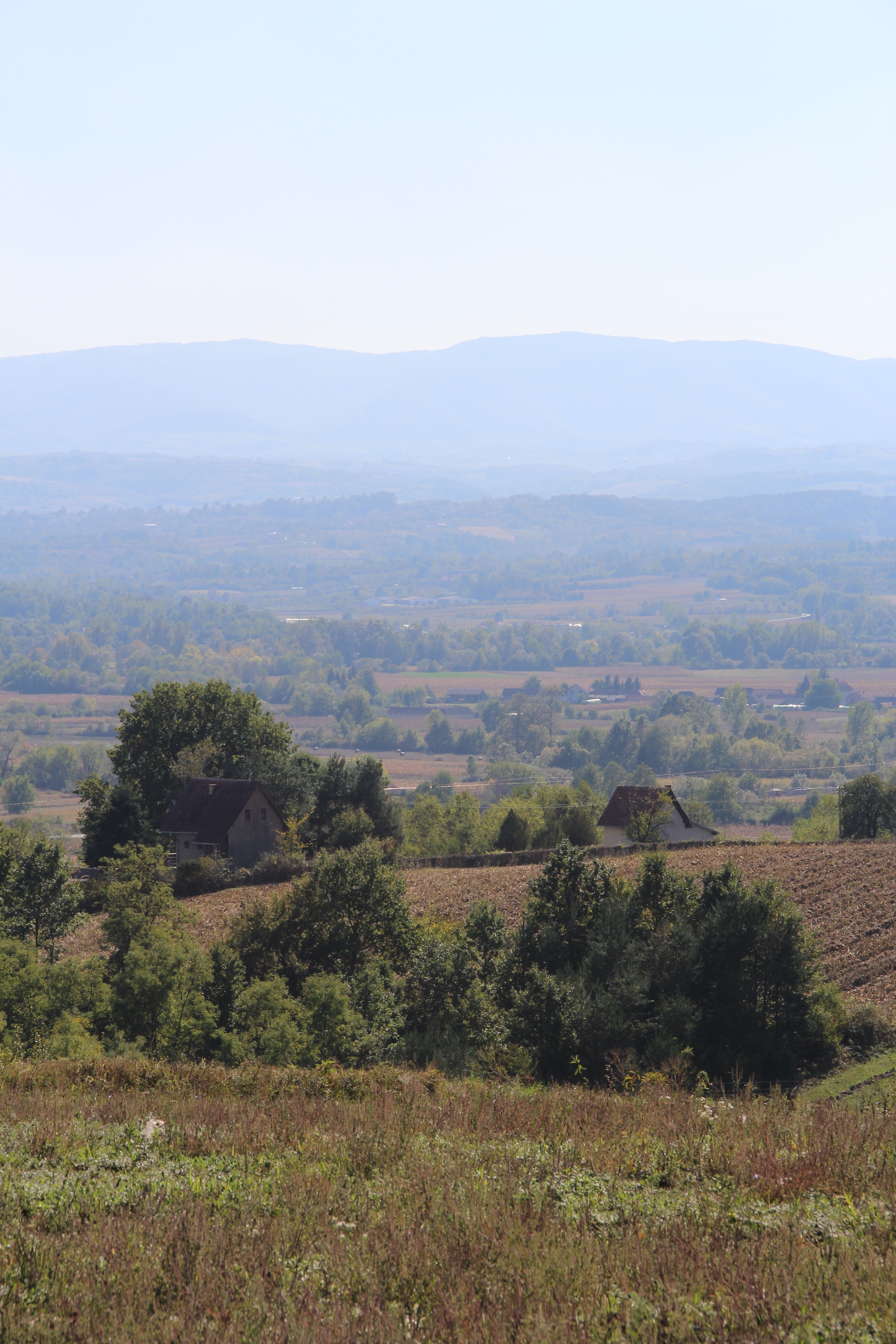
Valjevska Loznica - Panorama
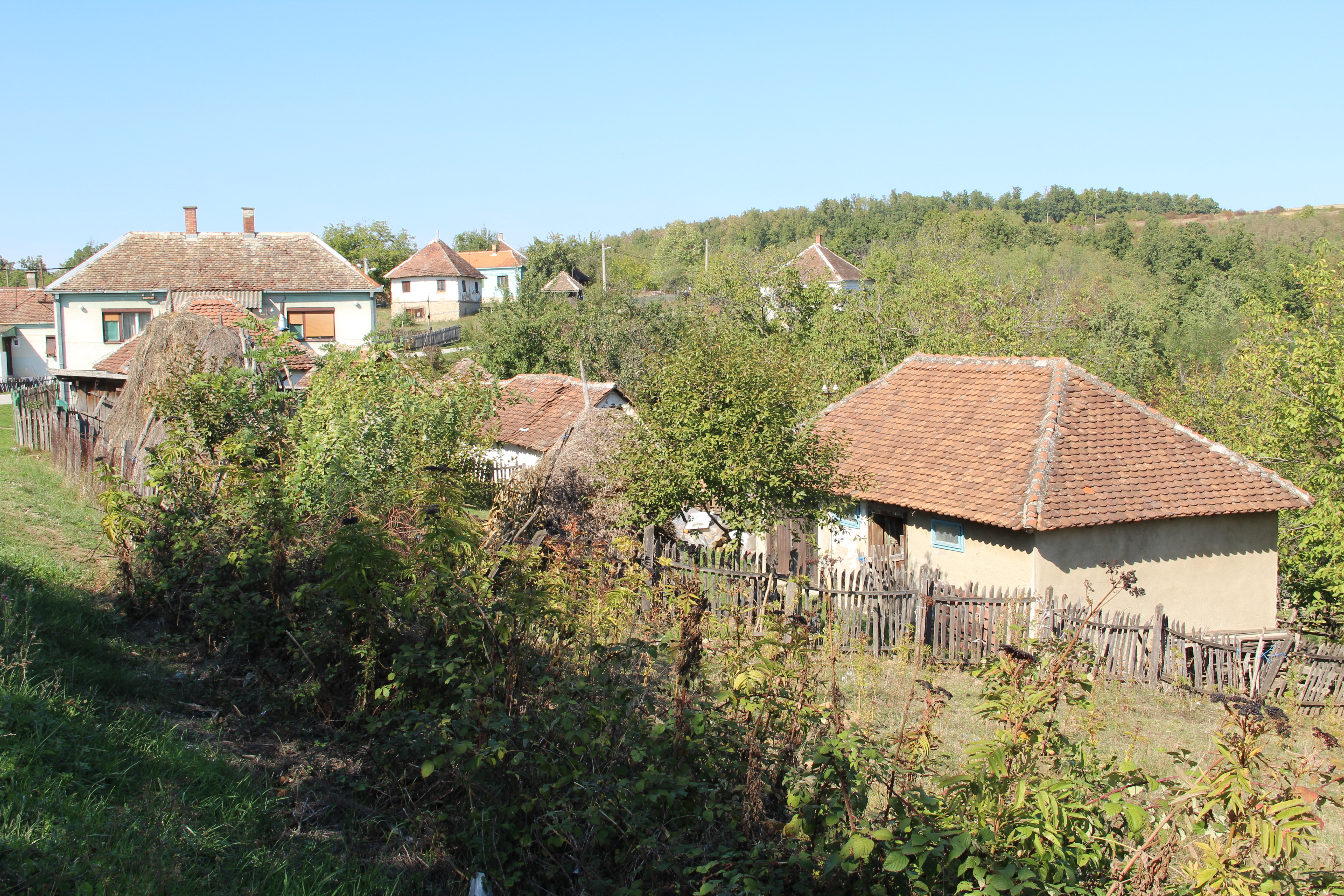
Valjevska Loznica - Panorama

## Demografia
| 1948  | 1953  | 1961  | 1971 | 1981 | 1991 | 2002 | 2011 |
| ----- | ----- | ----- | ---- | ---- | ---- | ---- | ---- |
| 1 194 | 1 203 | 1 082 | 897  | 826  | 737  | 660  | 517  |